# Haunt (film, 2019)
Ne doit pas être confondu avec Haunt.
Pour plus de détails, voir Fiche technique et Distribution.
Haunt est un film d'horreur américain réalisé par Scott Beck et Bryan Woods (en) et sorti en 2019.

## Synopsis
Le soir d'halloween, six amis tombent par hasard sur une maison hantée "radicale" qui promet de nourrir leurs peurs les plus inavouées. Au fur et à mesure qu'ils se rendent compte que le jeu est devenu réalité.

## Fiche technique
Sauf indication contraire, les informations mentionnées dans cette section peuvent être confirmées par les bases de données cinématographiques IMDb et Allociné,  présentes dans la section « Liens externes ».
- Titre original : Haunt
- Réalisation : Scott Beck et Bryan Woods
- Musique : Tomandandy
- Sociétés de production :
- Société de distribution :
- Pays de production :  États-Unis
- Langue originale : anglais
- Genre : horreur
- Durée : 92 minutes
- Dates de sortie : 
  - États-Unis : 13 septembre 2019
  - France : 18 octobre 2019

## Distribution
Sauf indication contraire, les informations mentionnées dans cette section peuvent être confirmées par les bases de données cinématographiques IMDb et Allociné,  présentes dans la section « Liens externes ».
- Katie Stevens : Harper
- Will Brittain : Nathan
- Lauryn Alisa McClain : Bailey